# تولوز
تولوز (به فرانسوی: Toulouse) شهری در جنوب‌غربی فرانسه بر ساحل رود گارون و یکی از مراکز صنایع پیشرفته اروپا است.
این شهر در حد فاصل دریای مدیترانه و اقیانوس اطلس قرار گرفته‌است. فاصله این شهر تا پاریس ۷۳۰ کیلومتر است. تولوز چهارمین شهر بزرگ فرانسه و مرکز منطقه میدی پیرنه نیز می‌باشد.
در چند دهه گذشته، تولوز از خود نماد شهری فعال را به نمایش گذارده‌است. علاوه بر صنایع هوایی و فضایی مانند ایرباس، فعالیت در بخش‌هایی چون الکترونیک، صنایع پزشکی، علوم غذایی، فناوری اطلاعات، میکروبیولوژی و فناوری زیستی در جریان است که البته در گذشته نه چندان دور در بخش‌هایی مثل الکترونیک و الکتروتکنیک دانشکده برق آن جزو دانشکده‌های تراز اول اروپا محسوب می‌شد.
چنین رشد و پیشرفتی همواره در تعامل و همگونی با زندگی ساکنین بوده‌است. این شهر میراث فرهنگی گذشته و حال خود را که دوستداران فراوان دارد، پاس می‌دارد.
در تولوز بیش از ۱۱۰٬۰۰۰ دانشجو در سه دانشگاه و چهارده مؤسسه آموزش عالی بزرگ مشغول به تحصیل هستند، این شهر رکورد بیشترین تعداد دانشگاه‌های شهرستان‌های فرانسه را دارا است. شهر تولوز گنجینه‌ای از میراث فرهنگی بی بدیل را در خود حفظ می‌کند، از جمله: موزه‌ها، سالن‌های نمایش و تئاترهای گوناگون.

## ترابری
متروی تولوز در سال ۱۹۹۳ تأسیس شده و هم‌اکنون دارای ۲ خط و ۳۷ ایستگاه می‌باشد، همچنین تراموا این شهر در سال ۲۰۱۰ تأسیس شده که دارای ۲ خط و ۲۷ ایستگاه می‌باشد.

## شهرهای خواهر خوانده در ایران
- نیشابور[۳]